# Spectrométrie photoélectronique X

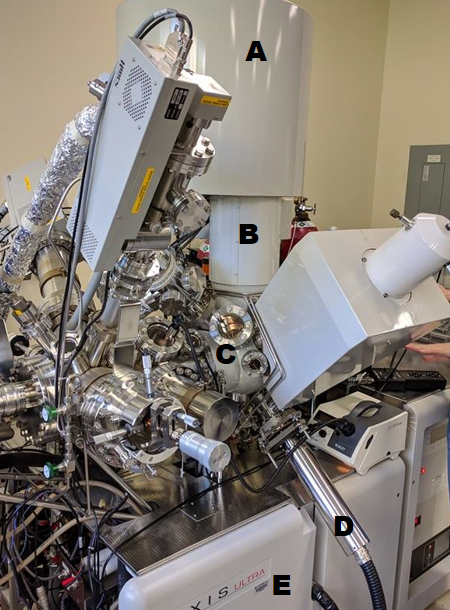
Machine XPS avec un analyseur de masse (A), des lentilles électromagnétiques (B), une chambre d'ultra-vide (C), une source de rayons X (D) et une pompe à vide (E)

La spectroscopie photoélectronique X, ou spectroscopie de photoélectrons induits par rayons X (en anglais, X-Ray photoelectron spectroscopy : XPS) est une méthode de spectroscopie photoélectronique qui implique la mesure des spectres de photoélectrons induits par des photons de rayons X. Dans une expérience XPS, l'échantillon est bombardé par des rayons X d'une certaine longueur d'onde, ce qui émet un photoélectron qui est par la suite détecté. Les photoélectrons ont des énergies propres à chaque élément, ce qui permet de déterminer la composition de l'échantillon. Pour une analyse qualitative, l'élément doit avoir une concentration plus élevée que 0,1 %, tandis qu'une analyse quantitative peut être effectuée si 5 % de l'élément est présent.
Elle a été mise au point à l'université d'Uppsala (Suède) dans les années 1960, sous la direction de Kai Siegbahn, ce qui lui a valu le prix Nobel de physique en 1981. La méthode était anciennement nommée ESCA (electron spectroscopy for chemical analysis : spectroscopie d'électron pour l'analyse chimique).

## Principe

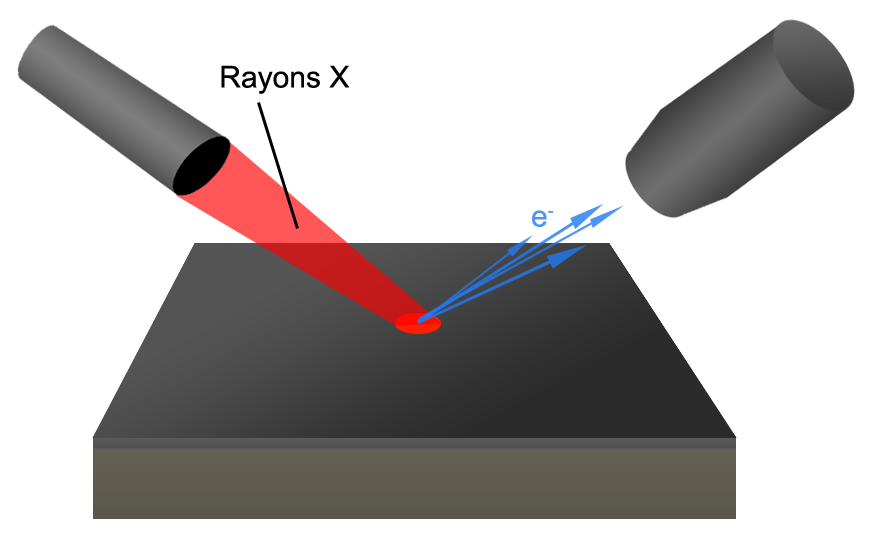
Principe de la spectrométrie photoélectronique par rayons X

La spectroscopie photoélectronique X a la particularité d'émettre les électrons de cœur des atomes à la surface de l'échantillon, contrairement à la spectrométrie photoélectronique UV qui émet les électrons de valence.
La technique est qualitative, mais semi-quantitative, car il y a des effets de matrice et la surface est hétérogène. Le XPS peut être utilisé sur tous les solides et il peut détecter jusqu'à une profondeur de 10 nm de la surface. La profondeur de l'analyse de surface d'un solide peut être changée en changeant l'énergie des photons émis ou en inclinant l'échantillon par rapport aux rayons X. Aussi, le solide doit posséder les éléments détectables au XPS, soit du lithium à l'uranium. Les atomes d'hydrogène et d'hélium ne comportent que des électrons de valence, alors ils ne peuvent pas être observés par le XPS.
L'échantillon est irradié par des rayons X monochromatiques qui provoquent l'ionisation de ses atomes par effet photoélectrique (voir l'article Interaction rayonnement-matière). Ceci veut dire que l'énergie de chaque photon émis reste constante. La gamme d'énergie des rayons X est de 40 eV à 40 keV . Donc, lorsque l'énergie d'un photon est suffisamment grande, un électron de cœur du solide est émis. L'atome se retrouve alors sous forme ionisée. La photoémission obéit à la loi de conservation de l'énergie suivante:
{\displaystyle hv=E_{L}+E_{c}}
où hν: Énergie d'un photon (J) ; h: constante de Planck (J s); ν: Fréquence de radiation (s−1); EL: Énergie de liaison (J) et Ec: Énergie cinétique électronique (J).
L'énergie cinétique Ec de ces photoélectrons est mesurée, ce qui donne le spectre de l'intensité des électrons en fonction de l'énergie mesurée.
Chaque photon X incident a la même énergie h·ν, puisque le faisceau est monochromatique (h étant la constante de Planck et ν la fréquence de l'onde lumineuse incidente). Lors de l'interaction avec l'atome, une partie de cette énergie sert à rompre la liaison, c'est l'énergie de liaison, EL ; le reste est transféré à l'électron sous la forme d'énergie cinétique.
Le spectre en énergie cinétique présente donc des pics, et l'on peut déterminer l'énergie de liaison correspondant à chaque pic par la relation d'Einstein :

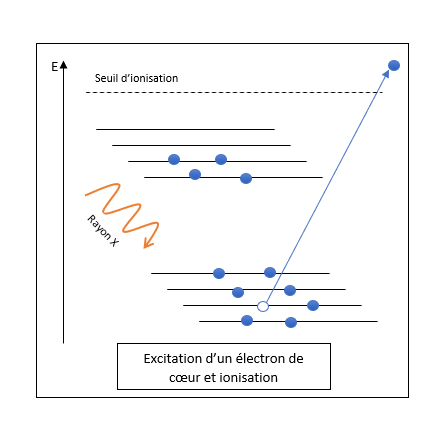
Diagramme démontrant l'éjection d'un photon X

| {\displaystyle E_{L}=h\cdot v-E_{c}} | EL = Énergie de liaison [J] Ec = Énergie cinétique électronique [J] h = Constante de Planck (~6,626 075 5 × 10−34 J s) v = Fréquence de radiation [s−1] |
L'énergie de liaison est celle de l'électron avant l'ionisation de l'atome selon le vide maintenu dans le système. Par contre, cette équation est souvent écrite selon le niveau de Fermi. Le niveau de Fermi est le niveau de plus haute énergie ayant des électrons à une température de 0 kelvin. Alors, l'énergie de liaison, EL, est remplacée par l'énergie de liaison relative au niveau de Fermi, EF
L, en addition à la constante de la fonction travail de l'échantillon, Φ:
{\displaystyle hv=E_{L}^{F}+\varphi +E_{c}}
où EF
L : Énergie de liaison relative au niveau de Fermi et φ : Constante de la fonction de travail de l'échantillon.
L'énergie du photon X incident est de l'ordre de grandeur de l'énergie d'ionisation des électrons de cœur : leur émission donne les pics XPS essentiellement caractéristiques, donc, de la nature de l'atome ; alors que l'information chimique (surtout le degré d'oxydation) est tirée des petits déplacements du pic XPS correspondant à la variation d'énergie entre couches de valence, cette dernière (correspondant aux domaine de l'UV/visible/proche IR en général) est faible devant celle des rayons X.
On a finalement accès à la composition chimique de la surface du matériau analysé sur une profondeur de 10 nanomètres environ, par comparaison avec des spectres connus. Des analyses semi-quantitatives peuvent être également extraites des spectres XPS normalisés en se basant sur l'intégrale des pics.

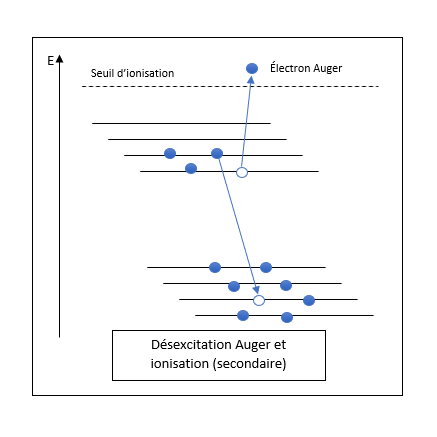
Exemple d'électron Auger

### Électrons Auger
Les rayons X excitent un atome, en haut du seuil d'ionisation, de la surface d'un solide et un électron de cœur est émis. Alors, le système est excité, mais il se désexcite lorsqu'un électron des couches externes va prendre la place de l'électron ayant été émis. Ceci provoque un dégagement d'énergie qui peut conduire à l'émission d'un photon et il y aura de la fluorescence. Le photon émis n'est pas observé au XPS. L'énergie dégagée peut aussi être absorbée par un autre électron et celui-ci aura suffisamment d'énergie pour être éjecté. Cet électron éjecté se nomme électron Auger. Ils sont visibles sur les spectres de XPS, mais ils forment des pics distincts de ceux formés par les électrons de cœur.

## Instrumentation
L'instrumentation en XPS consiste en une source de rayons X, une chambre d'irradiation, un canon ionique, un neutralisateur de charges, des pompes à vide, un analyseur d'électrons ainsi qu'un détecteur.

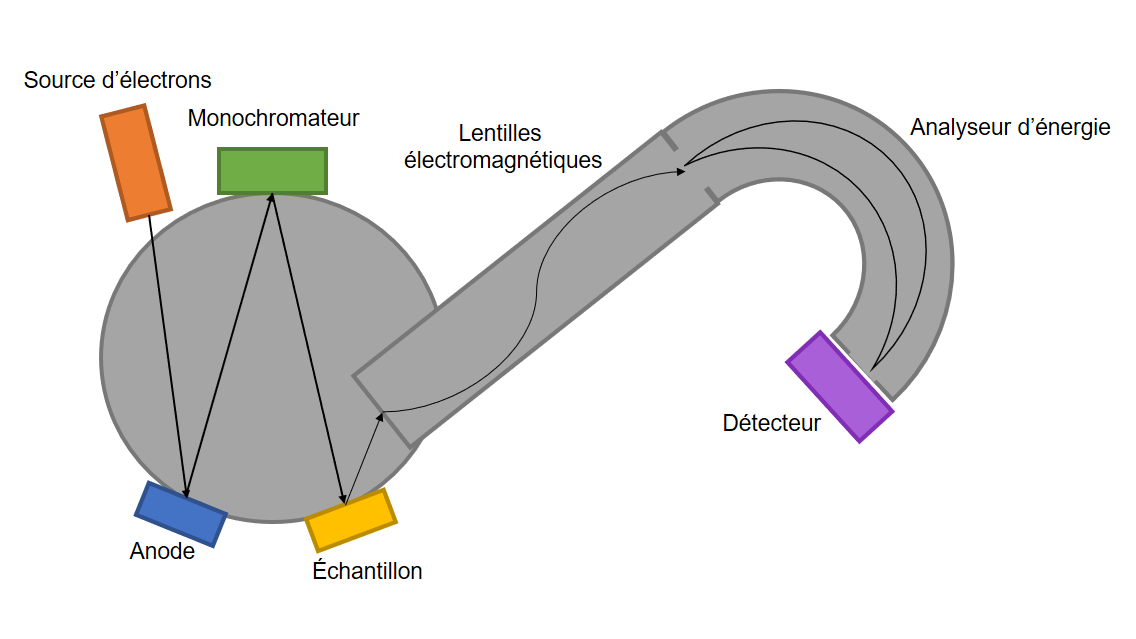
Schéma de l'intérieur de la XPS

### Sources de rayons X
Les sources de rayons X vont fournir les photons X à une énergie constante afin de pouvoir éjecter l'électron de cœur de l'atome. Il existe plusieurs types de sources de rayons X. Le choix du type de sources la plus appropriée se fait selon les critères suivants :
- La résolution de l'énergie du rayon X ;
- L'énergie des photons émis : si le photon est trop faible en énergie, celui-ci ne sera pas capable d'éjecter un électron de cœur et il ne sera plus possible d'identifier les éléments.

#### Sources conventionnelles

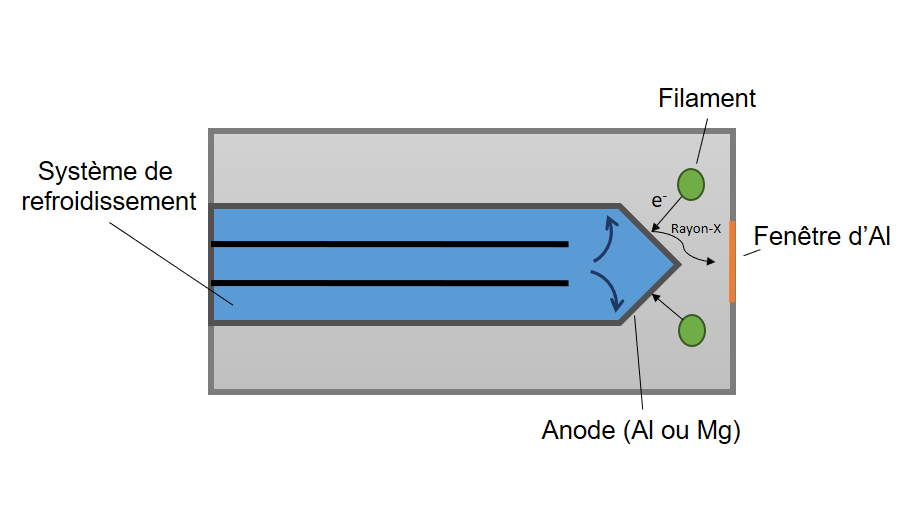
Source conventionnelle de rayons X en XPS

Les sources conventionnelles sont majoritairement des tubes à rayons X équipés d'anodes d’aluminium ou de magnésium et d'une cathode émettant des électrons. Ces anodes produisent des photons (Al Kα ou Mg Kα) d'énergie assez élevée pour exciter la grande majorité des éléments chimiques. Les sources sont opérées avec une tension électrique comprise entre 5 et 15 keV à la cathode. La source consiste en un filament de cuivre entouré d'une mince couche d'aluminium et de magnésium d'une épaisseur d'environ 10 μm. Un système de refroidissement évite à l'anode de surchauffer. Le tout est entouré d'une paroi dotée d'une fenêtre d'aluminium par laquelle passe le faisceau de photons.
La source est couplée à un monochromateur afin de disperser les différentes composantes du faisceau incident. Celui-ci consiste en un cristal monochromatique, souvent du quartz. Celui-ci permet, entre autres, de réduire les effets de rayonnement de freinage qui ont lieu lorsque des électrons de très hautes vitesses subissent une décélération subite due à des collisions atomiques, car cela crée un champ électromagnétique qui interfère dans le signal du spectre XPS obtenu.

#### Synchrotron
Les rayons X sont produits en accélérant les électrons, dans un premier lieu, à l'aide d'un champ électrique linéaire et, dans un second lieu, par un champ magnétique afin d’atteindre une vitesse proche de celle de la lumière. Les électrons sont, ensuite, entreposés dans un anneau, appelé torus, où ils tourneront en orbite à vitesse constante. Par la suite, la trajectoire des électrons est déviée abruptement causant l’émission de lumière synchrotron. Une lumière synchrotron est caractérisée par la lumière émise par des électrons à une vitesse relativiste, soit une vitesse très proche de la vitesse de la lumière, et accélérée de façon centripète.

### Chambre d'ultra-vide

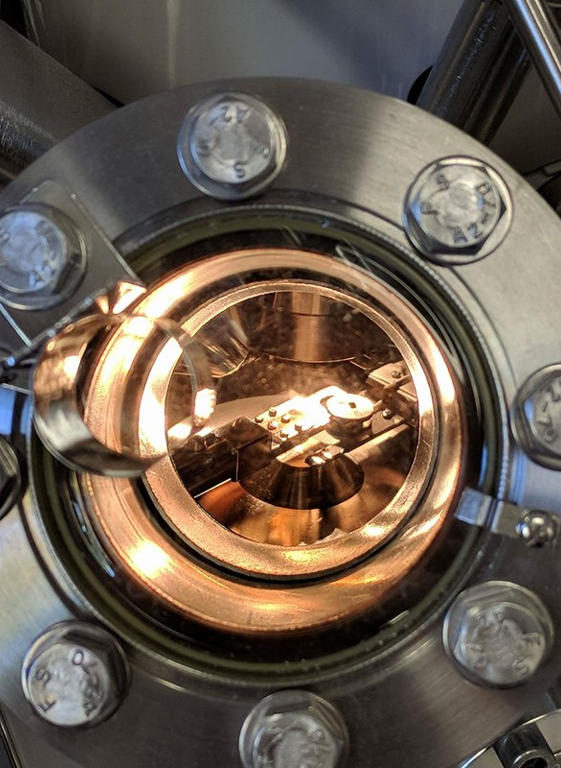
Chambre d'ultra-vide en XPS

La chambre d’ultravide est la chambre où sera déposé l’échantillon afin d’être irradié. Elle sert aussi à pouvoir faire l’ultravide. L’environnement dans la chambre de radiation doit être exempt de champ magnétique externe.

### Canon ionique
Dans la XPS, un canon ionique est utilisé afin de nettoyer la surface de l’échantillon qui a pu être contaminée par de la poussière et des gaz résiduels dans l’atmosphère, mais aussi afin de faire un profilage de profondeur. Le profilage de profondeur se fait en enregistrant des profils de profondeur, donc de sonder la composition de l’échantillon en profondeur, soit en analysant l’intensité des pics enregistrés en fonction du temps de gravure ou de pulvérisation.
Les caractéristiques d’un canon ionique sont définies selon :
- L'énergie et le courant du faisceau d'ions ;
- La distribution du courant dans la zone ;
- La taille du point

En XPS, trois types de canons ioniques sont utilisés.

#### Pistolet à point statique froid
Ce canon ionique a un grand faisceau de 5 à 10 mm. Le pistolet est rempli d’un gaz inerte, tel que l’argon, et à une pression d’environ 1,33 × 10−8 bar et une tension de 1 à 10 kV. Une décharge est produite par un aimant externe pour former de l’Ar+. Les ions Ar+ formés sont accélérés et extraits par une électrode de focalisation.

#### Source d'impact électronique (EI)
Les ions sont formés par l’émission d’électrons par un filament chauffé et sont, par la suite, accélérés à l’aide d’une grille cylindrique où ils entreront en collision avec des atomes de gaz inerte (Ar). Des énergies ioniques allant jusqu’à 5 kV peuvent être atteintes et celles-ci sont contrôlées par la différence de potentiel appliquée à la grille cylindrique. Le faisceau ionique de ce canon est étroit et à des tailles de points de 2 mm à 50 μm.

#### Duoplasmatron
Ce canon ionique consiste en un arc à contrainte magnétique qui produit du plasma dense à partir duquel le faisceau d’ions est extrait et focalisé sur l’échantillon à l’aide de plaques déflectrices. Les plaques déflectrices sont des plaques horizontales ou verticales utilisant un champ électrostatique afin de dévier un faisceau de particules chargées. Le faisceau d’électrons issu de ce type de canon est intense et possède une diffusion d’énergie étroite ce qui utile pour une focalisation de petite taille.
Toutefois, le duoplasmatron est très dispendieux ce qui rend son utilisation moins commune dans le domaine de XPS.

### Pompes à ultravide
Dans la XPS, il est nécessaire que la chambre où se trouve l’échantillon soit sous ultravide (10−12 bar) pour maintes raisons. Tout d’abord, une basse pression permet de minimiser la contamination de la surface du solide dû aux collisions des molécules de gaz sur les parois de ce dernier. En effet, sans un abaissement de pression, une couche résiduelle de gaz peut être absorbée par l’échantillon en quelques secondes.
Ensuite, cela permet d’éviter la diffusion des électrons due aux collisions élastiques avec les molécules gazeuses le long de sa trajectoire jusqu’au détecteur, ce qui allonge le libre parcours moyen des électrons. À de telles pressions, les interactions moléculaires sont presque uniquement entre le gaz et la paroi de la chambre. Les électrons peuvent donc se déplacer librement. Ainsi, l’appareillage est équipé de pompes permettant de faire le vide dans la chambre. Dans un premier lieu, une première pompe, appelée pompe de support, va abaisser la pression de chambre à environ 10−7 bar. Dans un second lieu, une autre pompe abaisse la pression de la chambre à des conditions d’ultravide. Cette seconde pompe est soit une pompe ionique (pompe utilisant un champ magnétique afin d’ioniser les particules gazeuses et de les transformer en matière solide) ou une pompe turbomoléculaire (pompe dans laquelle une turbine composée de palettes tourne à grande vitesse afin de diriger les molécules à l’extérieur de la chambre),.

### Analyseur
Le but principal d’un analyseur d’électrons est de ralentir les électrons afin d’avoir la meilleure résolution possible dans les spectres obtenus.

#### Lentilles électromagnétiques
Certains analyseurs en XPS sont équipés de lentilles magnétiques. Celles-ci précèdent l’analyseur d’électrons et servent à ralentir les électrons avant leur passage dans l’analyseur afin de permettre une meilleure résolution du spectre final obtenu. Puisque les électrons sont des particules chargées négativement, ceux-ci seront affectés par le champ magnétique des lentilles et leur trajectoire sera modifiée pour suivre une trajectoire en spirale et ressortira selon le point de focalisation des lentilles afin de se diriger vers l’analyseur.
Le rayon de courbure que suivra l’électron dépend de son énergie cinétique et de la force du champ magnétique. Cela permet ainsi de pouvoir diriger les électrons vers l’analyseur d’électrons afin de réduire la perte d’énergie cinétique des électrons qui ne seraient pas alignés selon une trajectoire parfaitement droite sans la présence des lentilles.

#### Analyseur hémisphérique concentrique (CHA)

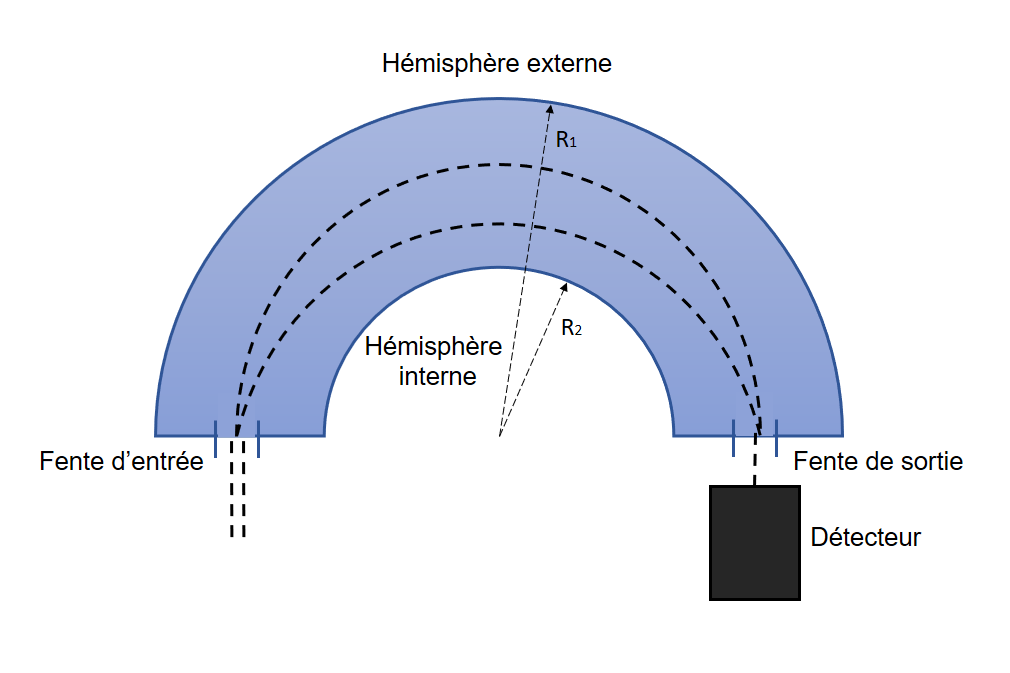
Analyseur hémisphérique concentrique (CHA)

Également connu sous le nom d’analyseur de secteur hémisphérique (HSA), cet analyseur de déflection, soit qu’il dévie le faisceau d’électrons à l’aide d’un champ magnétique ou il agit à titre de filtre en ne laissant passer que les électrons autour d’une certaine énergie cinétique donnée, appelée « énergie de passage ». Cette instrumentation est conçue pour avoir une résolution en énergie, c’est-à-dire la précision avec laquelle est mesurée l’énergie d’une raie dans un spectre, constante et aussi élevée que possible. Celui-ci consiste en deux hémisphères cylindriques de rayons différents dans lesquelles passe une différence de potentiel constante. Cette différence de potentiel permettra aux électrons, précédemment ralentis par les lentilles électromagnétiques, dont l’énergie cinétique correspond à l’énergie de passage de l’analyseur de se rendre au détecteur afin d’être analysés.

### Détecteurs
La XPS utilise des multiplicateurs d’électrons, le plus commun étant le channeltron.
Un channeltron consiste en un long et mince tube de verre agissant comme une dynode, soit une électrode servant à fournir les électrons secondaires. Les électrons secondaires sont issus des électrons primaires (électrons arrivant de l’analyseur) lorsque ces derniers entrent en collision avec la surface d’un solide. Lors de la collision, une certaine partie des électrons primaires rebondira alors qu’une autre partie pénétrera dans la surface du solide. La paroi interne du tube de verre est recouverte d’une fine couche (environ 100 μm) d’un semi-conducteur. Les électrons, ayant pénétré le solide, exciteront les électrons du solide à des niveaux d’énergie plus élevés. Ces électrons excités peuvent alors se déplacer vers la surface et une partie sera éjecté du solide. Ce sont les électrons secondaires. Le potentiel appliqué augmente de façon linéaire afin d’assurer l’éjection et l’accélération continue des électrons secondaires tout au long du tube vers la sortie où le signal sera analysé et transformé.

## Applications
La XPS donne des informations qualitatives et quantitatives sur les compositions élémentaires de la matière, principalement des surfaces solides. Cette technique permet aussi d'obtenir des informations sur la structure.

### Analyse qualitative

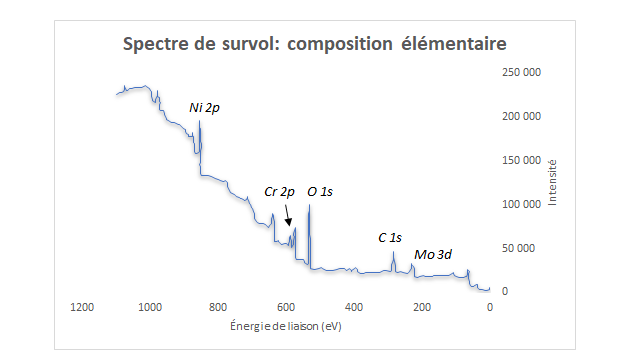
Exemple de spectre de survol XPS d'une série de films d'oxyde d'alliages Ni-Cr-Mo (alliages résistants à la corrosion dans les environnements oxydants et réducteurs)

Dans cette analyse, il y a un balayage de basse résolution, appelé un spectre de survol, qui sert de base à la détermination de la composition élémentaire des échantillons. Normalement, la profondeur d'analyse est trois fois le libre parcours moyen des électrons qui est en fonction de la composition de l'échantillon et de l'énergie cinétique des électrons qui s'échappent. Tous les éléments, excepté l'hydrogène et l'hélium peuvent être détectés puisqu'ils n'ont pas d'électrons de cœur, mais uniquement des électrons de valence. Chaque élément du tableau périodique a un ou plusieurs niveaux d'énergies, cela se traduira par l'apparition de certains pics dans une région donnée (énergies de liaisons d'environ 0 à 1 250 eV). Dans certains cas, les pics peuvent se chevaucher, mais ce problème peut être réglé ou diminué en observant une autre région du spectre pour des pics additionnels. Cependant, ces cas sont assez rares et habituellement, les pics ont une belle résolution et ne conduisent pas à une identification ambiguë des éléments présents qui ont des concentrations plus élevées que 0,1 %. Également, dans cette analyse, les électrons sont moins ralentis, mais il est possible de balayer pour faire un spectre et de voir tout ce qu'il y a dans l'échantillon.

### Analyse quantitative

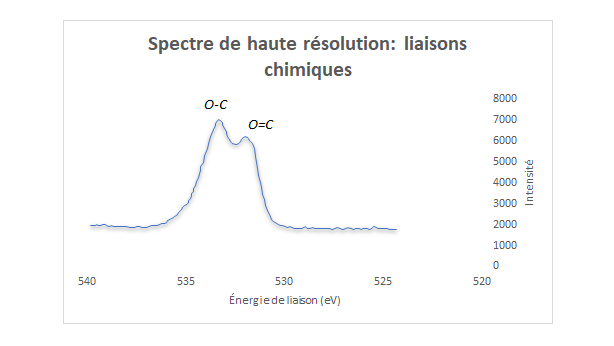
Exemple de spectre à haute résolution XPS d'un échantillon d'un film de PMMA (polyméthacrylate de méthyle)

Dans cette analyse, la vitesse des électrons est diminuée afin d'obtenir une meilleure résolution des pics. Les électrons sont plus ralentis que lors de l'analyse qualitative. Malgré le fait que plus ils sont ralentis, plus il y a d'électrons perdus et le signal devient donc plus faible, il est plus facile d'obtenir des informations précises d'où ils proviennent. Certains éléments ont plusieurs électrons Auger, ce qui peut rendre la lecture du spectre plus difficile. Il est cependant possible d'utiliser des tables afin d'identifier où sont les électrons Auger et les autres pics pour déterminer les éléments de l'échantillon. Pour l'analyse des solides et des liquides, il est nécessaire de supposer que la composition de surface de l'échantillon est la même que sa composition dans la masse. L'analyse quantitative peut normalement être effectuée si 5 % de l'élément est présent.

### Exemples
Quelques exemples de systèmes étudiés par la XPS:
- Biologie[22] (pansements et gants jetables)
- Catalyseur (catalyseur à base d'oxyde métallique)[23],[24]
- Analyses de défauts (composants métalliques, échec d'adhésion et papier imprimé)
- Revêtements de verres (revêtements de verre à faible émissivité et verres de contact)
- Microélectroniques (monocouches auto-assemblées et matériaux LED organiques)
- Oxydes (oxydation d'un catalyseur à base de cobalt et contamination de l'acier)
- Polymères (traitement de surface des tissus et cartographie de l'état chimique des polymères)[25]
- Analyse de routine (caractérisation de fines couches d'or sur l'acier)[26]

## Avantages et inconvénients

### Avantages
Les éléments de la sous-surface à la surface peuvent être étudiés pour les systèmes organiques et inorganiques. Si on veut étudier la chimie dans la masse, le profil des différentes profondeurs de l'échantillon peut être déterminé en utilisant la gravure ionique (aussi connue comme la pulvérisation cathodique, qui est une méthode destructive). L'avantage d'utiliser la XPS est dans l'empreinte des matériaux et l'identification des orbitales de liaisons des échantillons étudiés. Il est possible d'utiliser une grande variété d'échantillons. Cette méthode peut être utilisée par la plupart des personnes, et non pas uniquement des chercheurs hautement entraînés à utiliser cette machine. Il est possible d'obtenir des informations supplémentaires en analysant la surface après que l'échantillon ait été bombardé avec des ions d'énergies élevés ou basses. La XPS est une méthode beaucoup moins destructive que la AES (Atomic Emission Spectroscopy). Ceci est dû au fait que la puissance délivrée est plus basse que la AES et non pas parce que les photons causent moins de dommages que les électrons de mêmes énergies. Il est possible d'obtenir des informations sur les surfaces des plastiques, des surfaces organiques et des polymères. Pour les polymères, ces études sont importantes pour l'adhésion, l'aptitude à la teinture et l'imprimabilité. Une des caractéristiques est la possibilité de faire l'analyse à des niveaux de vide relativement modérés. Il est également possible de déterminer le degré d'oxydation des composés inorganiques.

### Inconvénients
Les désavantages sont que plusieurs études ont tendance à uniquement utiliser la XPS pour déterminer les éléments sur la surface d'un échantillon en négligeant les autres informations qui pourraient être obtenues avec la XPS ou d'autres méthodes d'analyse. Il est difficile de concentrer les rayons X avec une intensité suffisante sur une cible relativement petite. Le diamètre du rayon était de 1 cm tandis que, récemment, ce diamètre a réussi à être réduit pour obtenir 1 mm. La source de rayons X ne peut tolérer une pression de 5 × 10−5 torr. Même si la haute résolution est très sensible à un changement mineur ou à un certain changement de gradient, ces problèmes peuvent être réglés. Les photoélectrons produits en XPS sont incapables de passer à travers plus de 5 à 10 nm de solides. De ce fait, la XPS analyse principalement les accumulations sur les surfaces.